# 企業城下町
企業城下町（きぎょうじょうかまち）は、近代工業の発展過程において、特定企業の発展とともに都市が形成され、その企業が地域社会に対し政治・経済・社会的に多大な影響力を持つようになった都市を指す。
企業と地域社会の関係を、封建領主が城を構えた地域に家臣や商人・職人が集住し、城下町が形成されたことに例えた用語である。こうした都市では特定の大企業を中心に、その関連企業や取引先が集積して経済・社会の基盤が構成され、地域経済が発展することで住民へ雇用機会がもたらされることとなる。
英語ではカンパニータウン (company town) と呼ばれる。

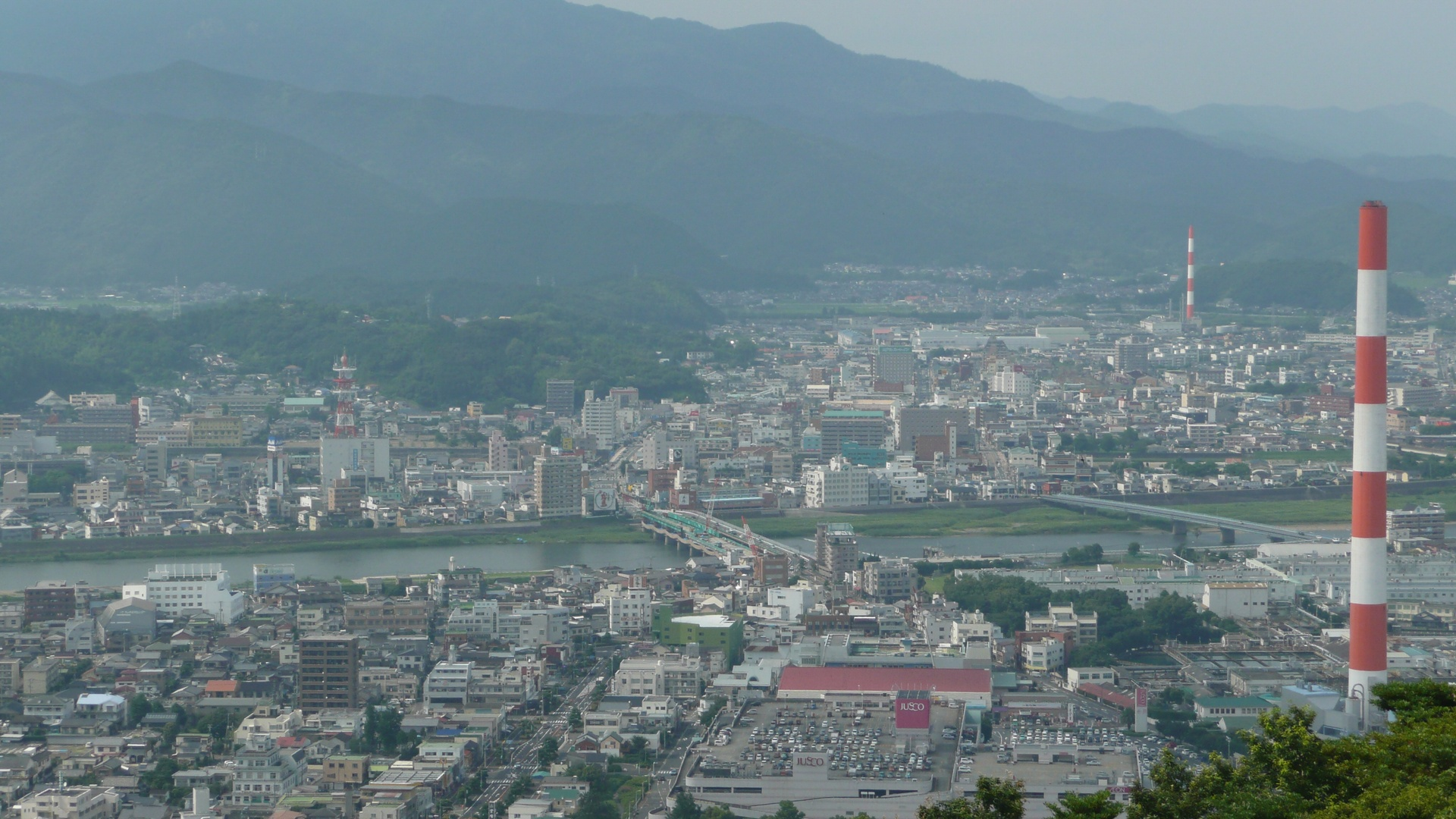
煙突が目立つ日本・延岡市中心部。地域社会はメーカーの強い影響下にある。

## 概要
一般的な俗語と思われがちだが、経済学や地理学でも一般に用いられる学術的な専門用語でもある。
ひとつの都市あるいは自治体において、特定の一社の企業の事業所や工場、関連会社の工場や下請け子会社などが産業の大部分を占め、その企業によって住民が主たる労働機会を与えられることで、その企業の盛衰が都市の盛衰に直結するような都市を指す。企業城下町における一企業の影響力は経済だけでなく政治力にまで及び、自治体によっては議会議員に企業関係者が多くを占めたり、企業の社長など有力者が首長をも務めたケースすらある。こうした企業と自治体の緊密な関係による経済効果や、一方で公害の発生による社会問題など、様々な変化が学者の研究対象となった。
そのような都市に対する固有の呼称の必要性が生じたことから、日本では経済学者の宮本憲一が「企業城下町」という用語を自己の文献・論文に用いたことが発端とされる。その後、マスメディアなどでも「企業城下町」の語が使われて一般に広まった。
1970年代に入って炭鉱都市、1980年代には造船や鉄鋼業などが斜陽産業化すると、当該都市の衰退は顕著になった。またグローバル資本主義の台頭により製造拠点などを海外移転する企業が増え、それにより空洞化する企業城下町が増えたため、一企業と命運を供にするような一都市の衰退が研究者らの格好の研究材料となった。むしろ「企業城下町」には、経済効果のようなプラス面より、一企業の業績や行動によって市政や市の経済、市民の住環境までも左右されるようなマイナス面が表に出た語であり、批判的・皮肉的な意味を含む場合もある。
第三次産業においても親会社の事務所のそばに子会社や関連会社が配置されることがあるが、第二次産業に比べて大手と下請けの階層化が発生しにくいこともあり、このような市街形成はまれである。なお、第三次産業の企業城下町としては、米国ウォルマート社のアーカンソー州ベントンビル市や日本のオリエンタルランドの千葉県浦安市のような例がある。
当時は単一企業や炭鉱などによる財政で支えられていた都市が、後に都市圏拡大によって住宅地が展開すると、本来の企業城下町としての特色を持たなくなる場合もある。
なお、日本の企業城下町では、大半の場合は1つの自治体に1社と言う事例が多いが、山口県光市の様に複数の企業によって、企業城下町が成り立っている事例もある。

### 企業城下町の一覧
- 企業城下町の一覧
  - 日本の企業城下町の一覧

### 日本国外

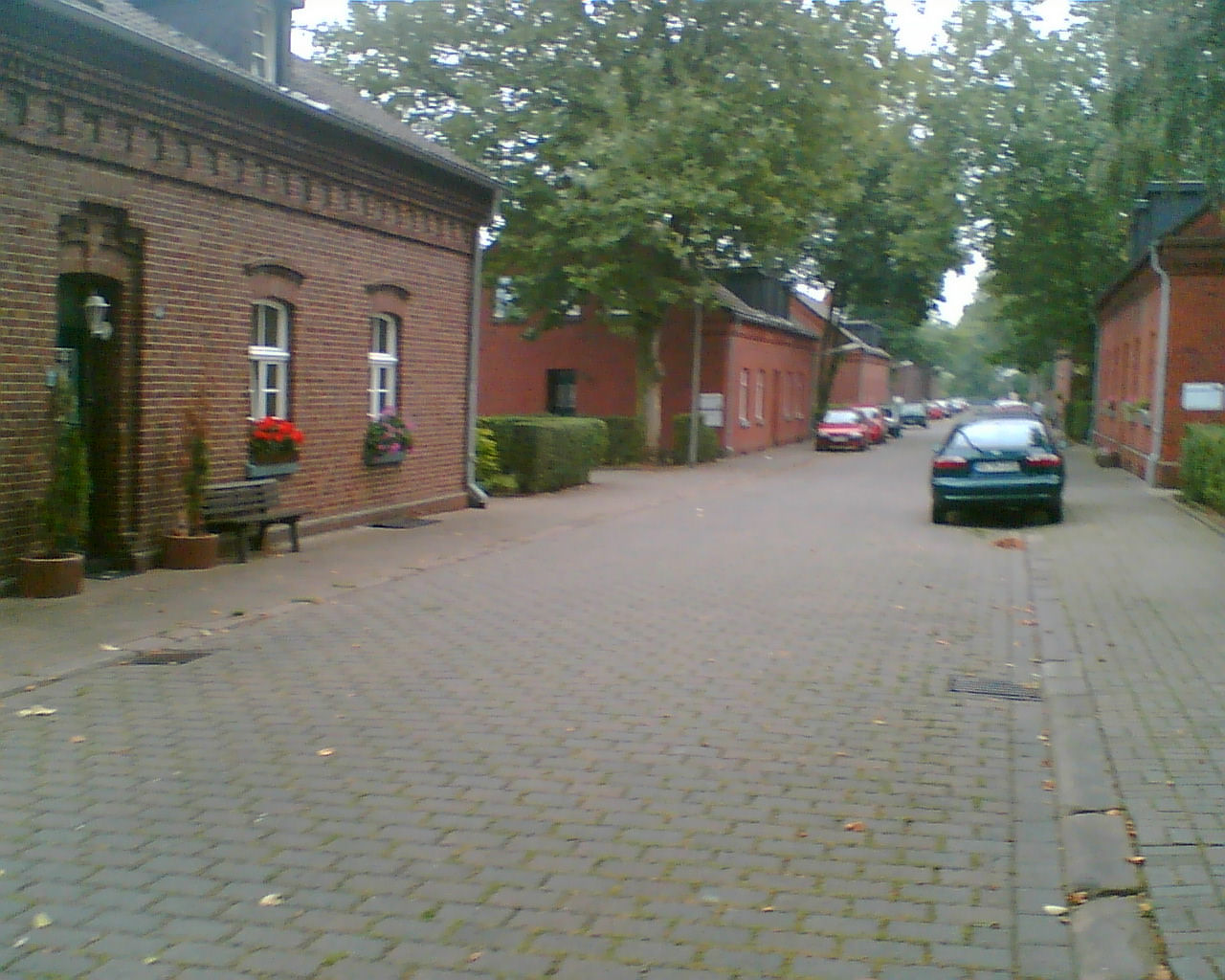
ドイツ・オーバーハウゼンのジードルング、Eisenheim町

こうした企業が形成する町は模範例として高い理想を掲げていたが、多くのものが支配的または搾取的とみなされてきた。最も近い沿道から9マイル（14.5 km）離れたLC＆N Co鉱山のキャンプアンドマインサイトとして始まった米国のペンシルバニア州サミットヒルなど、企画外手法で多かれ少なかれ開発されてきた。
カンパニータウンは伝統的に採掘産業 - 石炭、金属鉱山、材木 - で独占フランチャイズを確立していた。ダムの敷地や戦時のキャンプもまた別の企業町を形成した。店舗までしばしば企業で町を独占していたため、トラックシステムを利用して管理することができていた。
典型的には、とあるカンパニータウンは近隣の人々から隔離されており、木材や製鉄所、自動車工場などの大規模な生産工場を中心としている。町の市民は工場で働く者、子会社企業の1つで働く者の他はどちらでもない家族である。また地元集会用の教会建物を寄贈したり、公園を運営したり、コンサートなどの文化事業を主催することもある。所有する会社が事業を縮小または廃業する場合、人々は他の場所へ就職するため、町への経済的影響は甚大である。
カンパニータウンは、他の地域から町の開発、財政、公共交通機関やサービスの社会基盤を引き寄せ成長して、時には公的な市町村となることもある。他方、その町は公式にはカンパニータウンではないかもしれないが、（特に町の経済について）市民の大多数が単一の会社に勤務する状況下であれば、カンパニータウンと同様な状況を作成する。さらにそのような依存関係は、徹底的に失敗するか、または産業の重要性（それゆえそれに依存した蒸気機関車サポート駅構内と無煙炭鉱業界を次第にはっきりさせる）とは別にあたかもコミュニティを駆り立てている蒸気機関車が収縮し、他の地に仕事を見つけるために人々が動くと、プロパティの価値もそして人口をも失い、そしてコミュニティの若者は別の人口統計者となる次世代の子供を産むことになる。
旧ソビエト連邦には「アトムグラッド」として知られる核科学者（アトミック）が集約される都市がいくつか存在した。特にウクライナでは、プリピャチ、バラッシュ、ユジノクランスクなどであった。
ロシアでは企業城下町に似た概念として「モノゴロド（単一都市）」という言葉がある。

### 日本国内

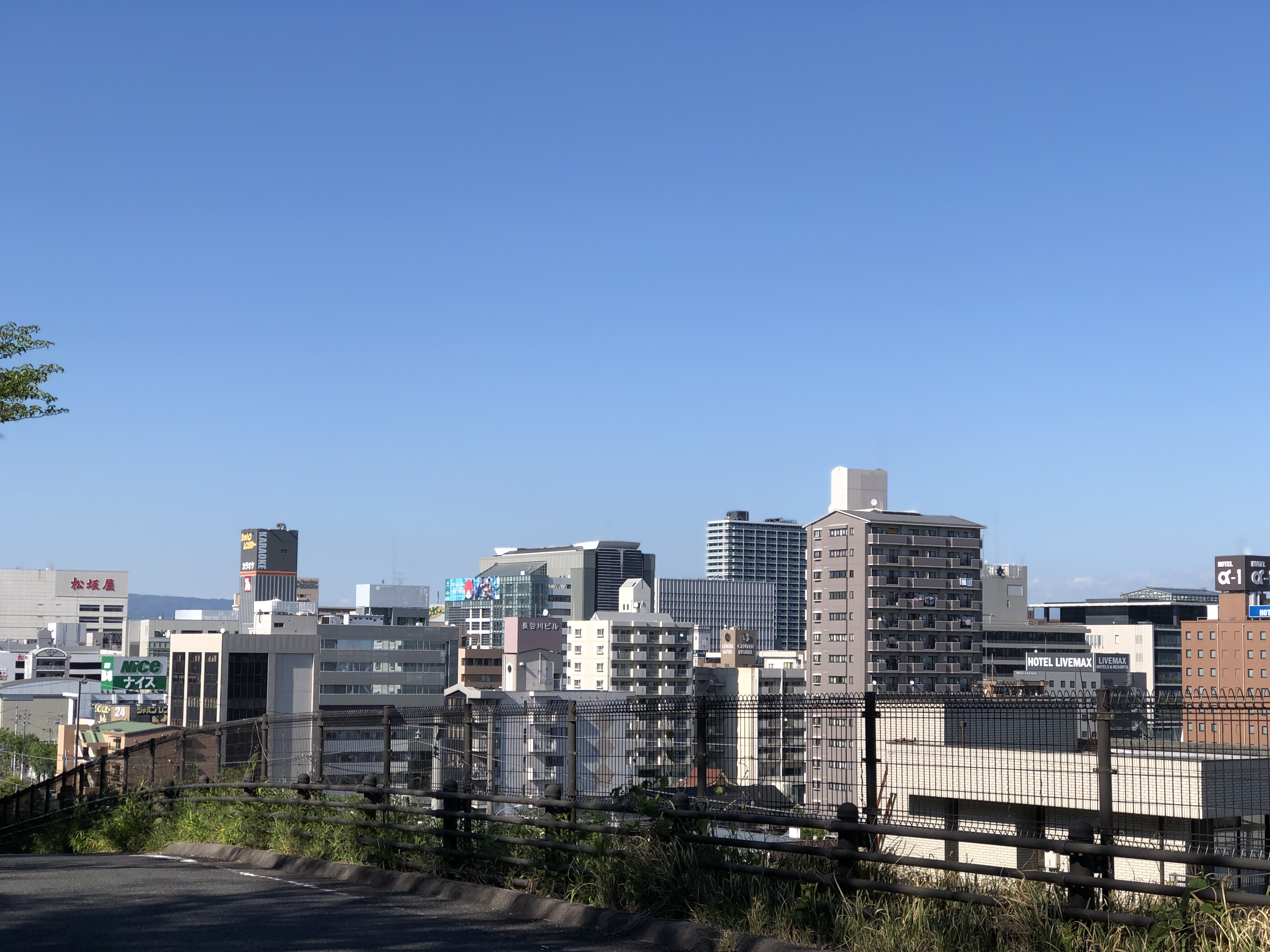
トヨタ自動車本社が所在する愛知県豊田市の市街地

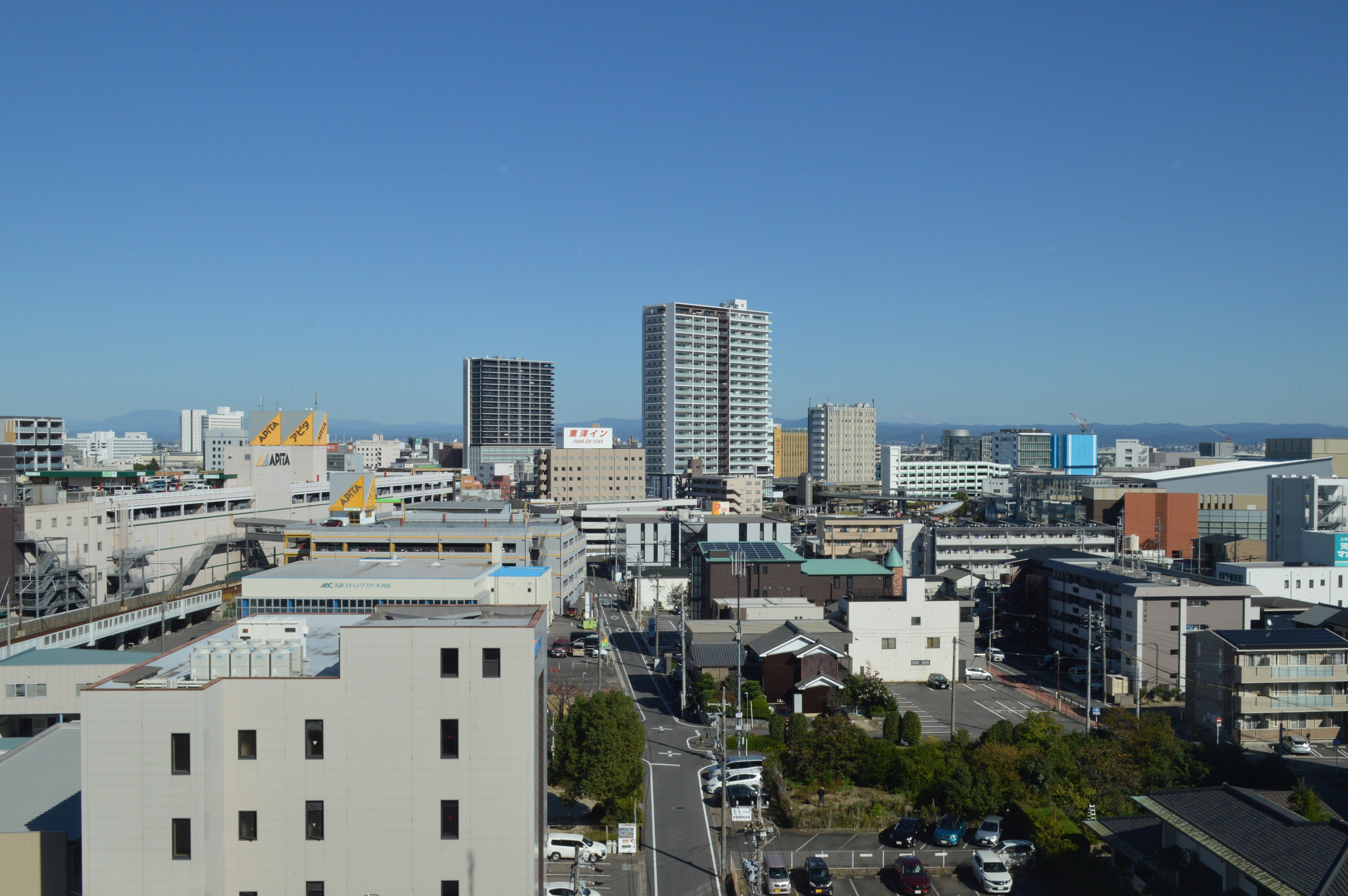
デンソーの本社が所在する愛知県刈谷市の市街地

日本では高度経済成長期には鉄鋼、造船、化学など重化学工業の発展が著しくなった。しかしながら過密化した都市部ではすでに敷地の確保が困難であり、加えて地価の高騰、または公害問題の顕在化による様々な規制などによって、新たな工場立地が困難となっていた。その一方で地方では莫大な固定資産税確保をにらんで企業や工場の誘致活動を起こした。その結果、企業と自治体の思惑が一致し、全国に大工場を持つ地方工業都市が多数誕生することになった。
企業城下町は工場などの誘致によって発生するほか、旭化成の延岡市やトヨタ自動車の豊田市などのように地方に優秀な企業が誕生し、高度経済成長期による工業の発達に伴い所在地の経済基盤を拡大させたケースもある。トヨタグループと豊田市や刈谷市など愛知県内の関連自治体の関係は、日本における「企業城下町」の典型例である。

#### 企業名に由来する地名
企業城下町とされる都市の中には、挙母市→豊田市のように、地名に企業名を冠するよう変更するに至った例もある。同様に、日本鋼管（現・JFEスチール）に由来する）「鋼管町」、川崎製鉄（現・JFEスチール）や川崎重工業に由来する「川崎町」、東芝に由来する「東芝町」などの例がある（具体例はそれぞれの記事を参照）。
また東京都府中市には、東芝府中事業所に由来する「東芝町」のほか、日本製鋼所東京製作所に由来する「日鋼町」の地名もある。なお、同じ東京多摩地域で日野自動車の企業城下町とされる日野市は、甲州街道の宿場町「日野宿」として栄えた土地に、日野自動車の前身である日野重工業が設立されたため地名が先で、豊田市のように企業名を市名にしたわけではない。
企業名のほか、その土地で有力な企業に関連する特殊な地名が誕生することもある。山口県山陽小野田市（旧・小野田市）と大分県津久見市には「セメント町」、また山陽小野田市には「硫酸町」の地名もみられる。山陽小野田市の「セメント町」は旧小野田セメントに、「硫酸町」は明治時代から硫酸を製造している日産化学工業小野田工場にそれぞれ由来する（山陽小野田市#経済を参照）。

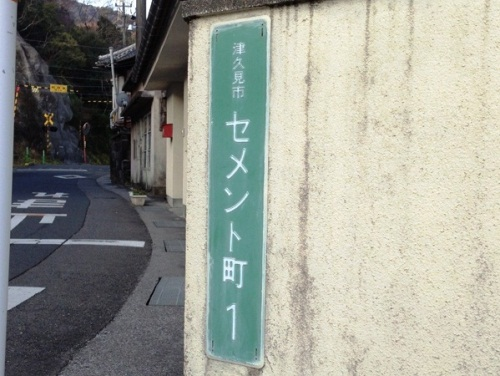
津久見市「セメント町」町名表示板
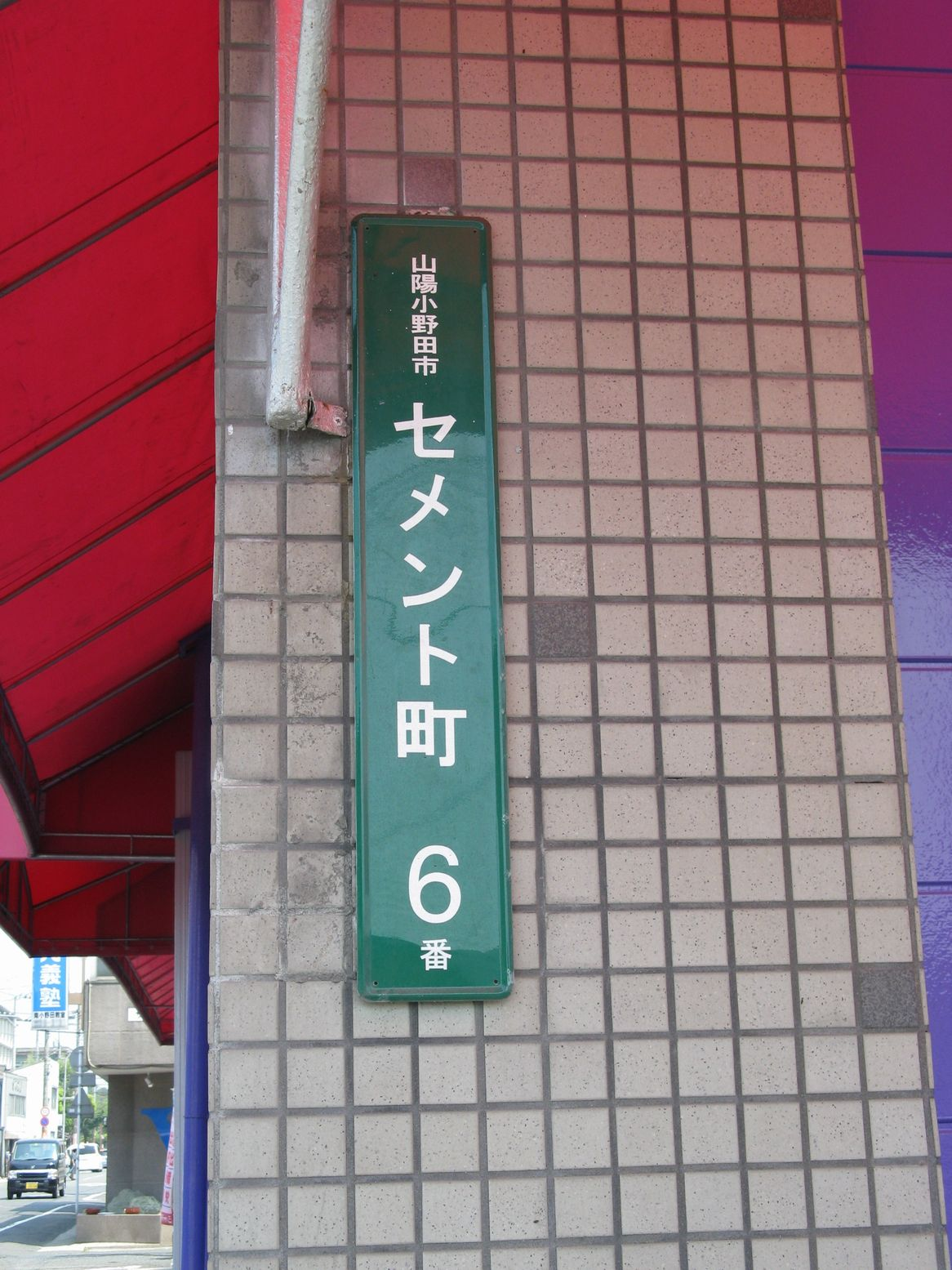
山陽小野田市「セメント町」町名表示板
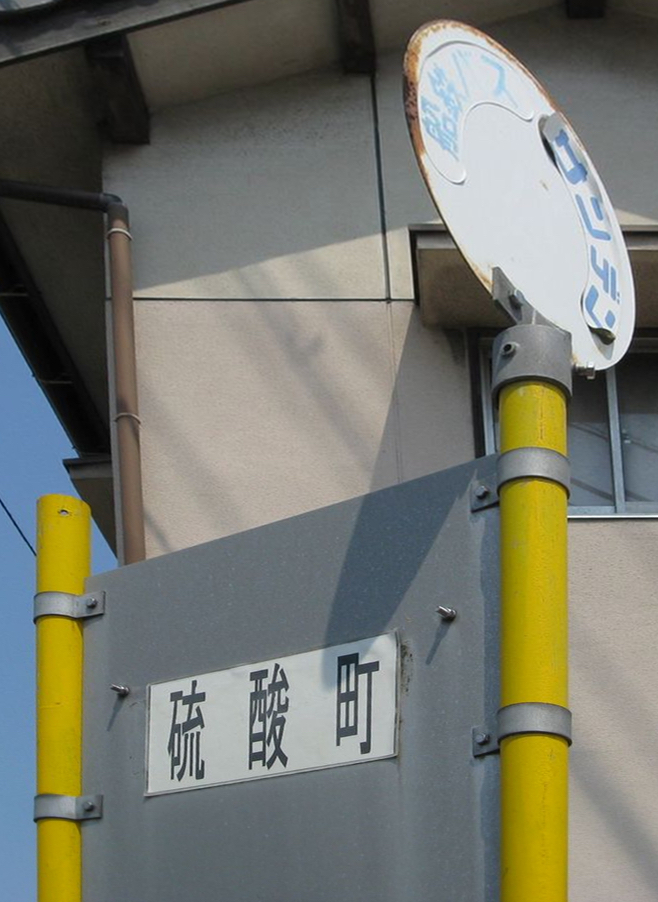
山陽小野田市「硫酸町」バス停留所（サンデン交通・船鉄バス）

## 歴史
「Company town」（英語版ウィキペディアの記事）も参照

### 企業都市

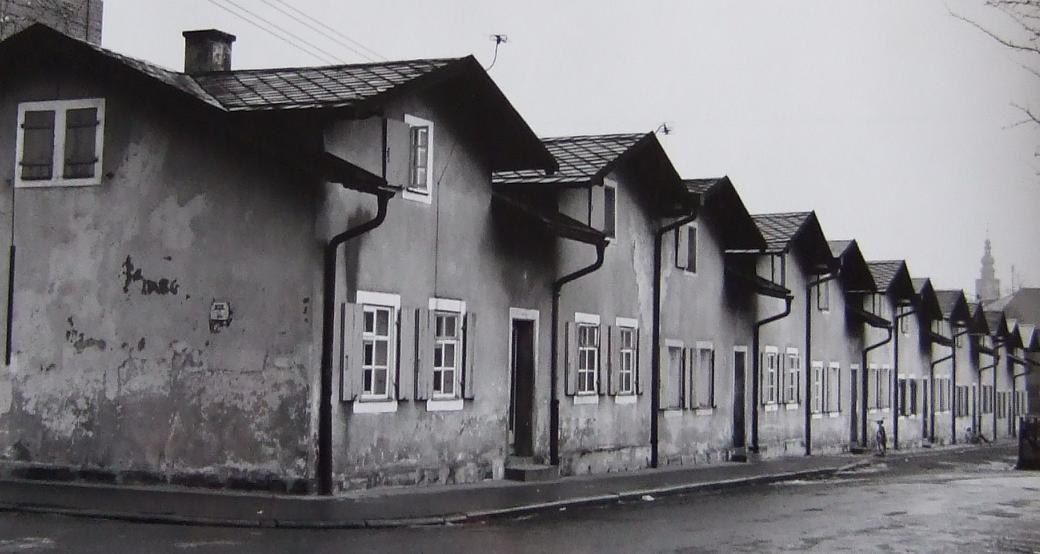
企業街ブルク。ドイツ・バイロイト

#### パターナリズム
パターナリズムは、社会工学の変形例であり、中産階級の理想を労働者階級の従業員に強制しようとした雇用者による労働者の支配を指す。このイズムは19世紀の多くのビジネスマンに道徳的責任、またはしばしば宗教的義務とみなされ、社会的利益を促進する一方で社会を進歩させるものであった。したがってカンパニータウンは、このような目的を達成するユニークな機会を提供していた。
たとえば、ジョージ・キャドバリーのボーンビルで、同社の創業者は「良心的資本家」と表現されているが、カンパニータウンとは、労働者を誘致して維持するための経済的に実行可能な手段となることが多く、さらに会社の町内の営利目的の店舗は通常会社の所有であり、独立した労働者というのは成立し得ない状況下であるため、所有者に事実上の独占権が生じていた。
したがって経済的には成功したものの、従業する公務員数や地方自治体のサービスが不足しているため、時には自治に失敗する例もあった。したがって、労働者はしばしば身動きがとれず、それゆえに指示系統のみで結局のところそうした自治的な機運は労働者の間で憤慨を引き起こし、その結果住民の多くは最終的には町の長期的な愛情をもたない。プルマンの場合もこの事例となる。

#### プルマンの教訓
南北戦争前にペンシルベニア州の鉱業地域には多くの小さなカンパニータウンがあったが、アメリカで最も大きく、最も重要な初期の企業街の1つはプルマン社で、シカゴ都市圏のすぐ外にあり1880年代に開発された。完全に会社が所有となっていたこの町は6,000社の従業員と同数の扶養家族の住宅、市場、図書館、教会、娯楽を提供していた。従業員はプルマンに住む必要があったが、近隣のコミュニティでは安価な借地を見つけることができた。
この町は同社製品の需要が減少した1893年の経済危機に至るまでは成功を収め、その後はそれに応じて従業員の賃金を引き下げなければならなかった。それにもかかわらず、同社は家賃や店舗での商品価格を引き下げることを拒否し、結果的に1894年のプルマンストライキをもたらした。ストライキの原因を調査するために設立された全国委員会の報告書では、プルマンのパターナリズムのそれは "アメリカ人ではない"と名づけられた。この報告書は、プルマンが交渉を拒否したこと、そしてプルマンの町が労働者に対してあみだした経済的苦境について非難した。「町の美的な特徴は訪問者には賞賛されますが、従業員にとっては、特にパンがないときには、それはほとんど価値がありません。」イリノイ州は訴訟を提起し、1898年にイリノイ州最高裁判所はプルマン社にシカゴに併合し町の所有権を売却するよう強制した。
しかし、政府のオブザーバーは、プルマンの原則は正しいと主張、従業員にはこれ以上達しえないほどの生活を提供したとした。但し過度のパターナリズムは大規模な企業経済には不適切であり、町の崩壊を引き起こしたとみた。したがって、政府のオブザーバーと社会改革者はその後、雇用者と従業員間のバッファーとして働く独立した専門家が受胎活動に関与した場合にのみ模範的な町が成功すると結論づけて、これらの町の計画、運営、管理を行っている。
歴史家リンダ・カールソンは、20世紀初め企業街の管理者は、1880年代にジョージ・プルマンが犯した間違いを避けることができると考えていたと主張する。「まともな住宅、良い学校、そして「道徳的に盛り上がる」社会という、従業員にとってより良い生活を創造したかったのです。その代わりに、彼らは飲酒の邪悪を避け、そして最も重要なことに、労働組合主催者の鞭打ちに惑わされない、安定した勤勉な従業員を期待していました。したがって、プルマンストライキは企業街の概念を殺すのではなく、むしろ彼らの存在の新しい章を開始してました。その後30年もの間、父性の古いモデルを建築家、ランドスケープ・アーキテクト、そして「労使関係と社会福祉の新しい概念」が新たな物理的形態に変換する新しい企画の会社街に有利益になるよう提起した。これは当時のプルマンの経験を避けることに熱心だった資本家には最適解であった。この最初の実際例は、1915年にマサチューセッツ州のインディアン・ヒル・ノース・ビレッジで発祥した。」

#### アメリカの企業都市の衰退
1920年代になると、カンパニータウンの必要性は好景気あいまって大幅に減少した。所得格差と工場労働者の生活条件の相対的に低い水準にもかかわらず、1920年代の繁栄は労働者の物質的福利が大幅に改善するのが見えていた。強力な戦後アメリカ経済は、自動車やラジオのような以前は買えなかったものを購入できる低賃金労働者に割賦購入が可能になったことを意味していた。さらに、労働者はもはや医療と教育のために雇用者に依存していなかった。
1920年代までに、自動車がもつ広範な性能は労働者がもはや職場近くに住む必要がなくし、このことは当時より多くの雇用機会にアクセスできることを意味していた。民間輸送に伴う自由とラジオの大衆通信の組み合わせは企業街での隔離状況を減らし、企業街の社会的基盤が必要とされなくなった。
さらに、労働者階級が獲得した、以前は裕福な人たちにしかできえなかったような民間輸送へのアクセシビリティは、平等の一歩を踏み出させていた。周囲の市町村へのアクセスが増加するにつれて、企業街の住民は学校、図書館、公園などの公的資金による公的施設利用が増加。したがって、福祉資本主義に先立つ以前の、労働者階級には到達できなかった企業街のアメニティはもはや必要ではなかった。
この新たに発見された自由は、福祉資本主義をインセンティブではなくむしろ悪化させ始めた労働者の考え方に変化をもたらした。したがって、従業員の多くは福祉プログラムの代わりに追加の賃金を要求し始めた。こうしたことは直接慈善団体ではなく報酬を受けているハードワークの起業家的な美徳を促進し、新しい時代のパターナリズムを形作るようになり、「放課後」の個人主義の考え方として幾人かの雇用主からも良好に受け入れられていく。
近代化と物質的福利の増加は、パターナリズムと道徳的改革の必要性を認識していた。その結果、1930年代初頭の景気後退により、一部の企業は従業員福祉制度を廃止してコストを削減。しかし、ルーズベルト政権のニューディール政策は最低賃金を引き上げ、産業自治を奨励し、会社街所有者に「家の最終的な従業員所有の計画の問題を考える」ように促して、アメリカの企業街を終わらせる最後の打撃を与えた。ニューディールは、住宅金融の低利、低預金制度への転換による従業員住宅の必要性を軽減していった。しかし、21世紀に入ると、世界一の大富豪であるイーロン・マスクが経営するスペースXの拠点であるスターベース市のように企業城下町が新しく自治体として成立する例も起きた。

### カタロニアの産業コロニー、スペイン

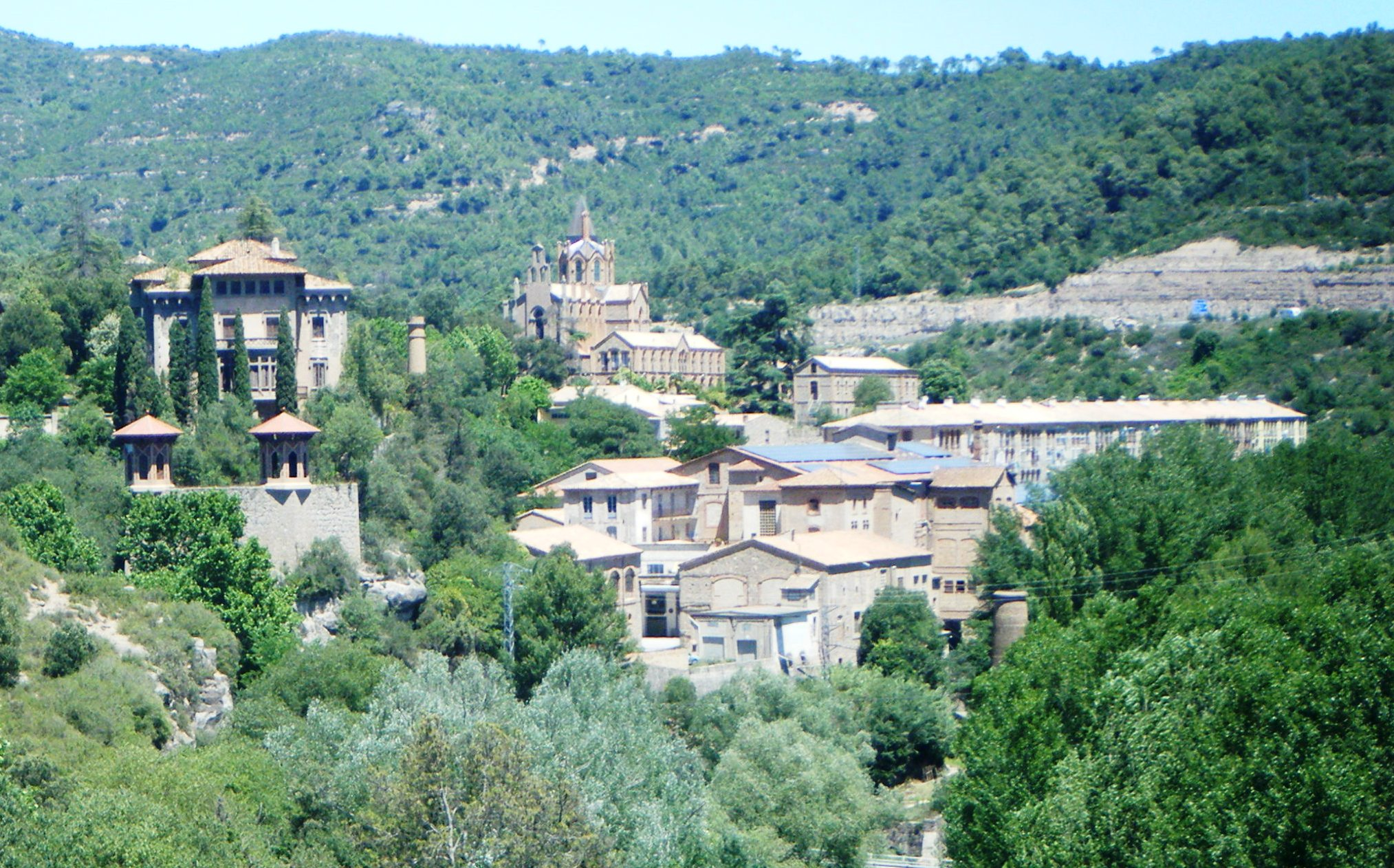
プッチ＝レイグのカル・ポンス、繊維会社の町もしくは産業コロニー

カタロニアはスペイン北東部に位置する地域であり、地元では産業コロニーとして知られ、企業都市が密集している。特にTerとLlobregat沿いの河川流域に集中。例えばBerguedàでは20キロ以内に14個のコロニーがある。カタロニアの町総数は約100、これらは工場周辺に作られた小さな町で、もとは農村地帯に建設されたため、他の人口とは区別されている。これらは100人から500人の住民、場合によっては約1000人を収容していた。
これらの産業コロニーはカタロニアの工業化の典型的な側面であるが、具体的には第二次産業化であり、その結果、まったく純粋に農村であった特定の地域が工業化しただけであり、19世紀後半、特に1870年代に作られていった。最後の地は20世紀初期に出現。このようにカタロニアの企業街は150年前の歴史を持つが、ほとんどの場合、コロニーを運営していた会社は現在閉鎖されている。こうしたコロニーで最も一般的な産業は繊維製品であった。鉱業、冶金、農業のコロニーもあったが、繊維産業工場では75以上のテキスタイルコロニーが記録されている。
ほとんどの場合これらのコロニー（特に繊維関連のもの）は川沿に建設された。これは工場を運営するために水力発電を使用したためである。こうした理由の1つは、カタロニアは石炭が乏しく、輸入が高価だったということであった。さらに、カタルーニャ川（量は少ないが非常に急な斜面勾配）は、干ばつ時代に成しえなかった無尽蔵のエネルギーを提供していた。
この産業コロニー制度は1960年代に崩壊し始めた。1978年に悪化した最終的な産業危機以前からコロニーからは徐々に人々が去っていった。1980年代と1990年代には、これらの産業コロニーのほぼすべての工場が閉鎖された。その瞬間から多くのコロニーは現在会社からは独立した町になり、他の町では放棄され、その結果住人がいなくなっていった。工場は小規模な産業にリースされていたか、空になっています。
より興味深いコロニーにはアントニ・ガウディ（AntoniGaudí）によって建てられたサンタ・コロマ・デ・セルヴェッロ（Santa Coloma deCervelló）のコロニア・グエル教会（ColòniaGüell）に似たようないくつかの近代的な建物、ラメトラデ・メローラ、プイグ＝レイグ〈100年もの伝統的文化的活動が保持される〉、エルス・パストレツの表現 ；それの3つのコロニー、カステルベル・イ・エルヴィラール：La Bauma、エル・Borras、建築至上興味沸く建物があるエル・ブレス；大きなコロニーをュブラガートに組み込む時代の1858年に最初のコロニーであったカル・ロサル〈ベルガとエイビアとオルヴァンの間〉で、ヴィダル・コロニーの博物館を所蔵しているカル・ヴィダル、プイグ・リーグは、こうした産業実験のひとつで人生がどのようなものかを知りたい人にとっては理想的な訪問先である。